# Sint-Lucasgilde (Delft)

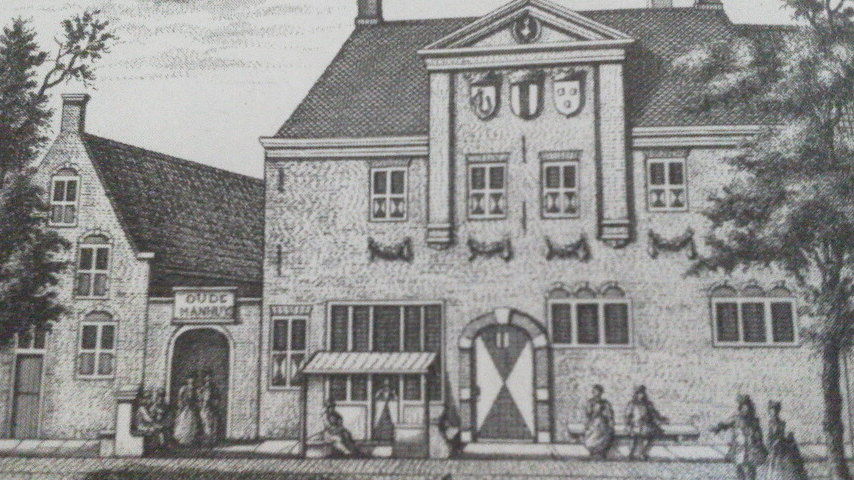
Sint-Lucasgilde te Delft op een prent uit 1730, maker onbekend

Het Delftse Sint-Lucasgilde was de naam van het Delftse broederschap of gilde van kunstenaars en kunstambachtslieden met Sint-Lucas als  patroonheilige.
De Delftse Sint-Lucasgilde diende voornamelijk voor het beperken van de import van kunstwerken van buiten de stad. Dit werd bereikt door alleen leden van het gilde toestemming te geven om schilderijen te verkopen, terwijl veilingen van kunstwerken van buitenaf verboden waren, behalve tijdens jaarmarkten. Daarnaast speelde het gilde een belangrijke rol in het bevorderen van kunst en ambachten, en fungeerde het als een verbindende factor tussen verschillende disciplines zoals kunst, wetenschap, optica en filosofie.

## Locatie

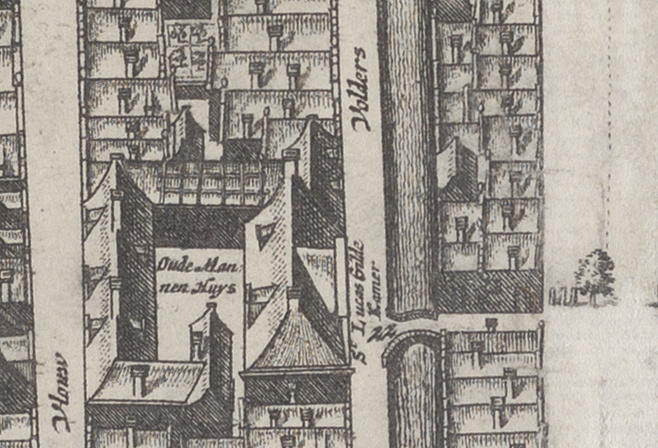
De St Lucasgilde in ca. 1700.

Het Sint-Lucasgilde huisde het grootste deel van haar bestaan aan de Voldersgracht 21 in Delft, met de ingang via het Oude Manhuissteeg (met rechts herberg Mechelen) uitkijkende op de Markt.

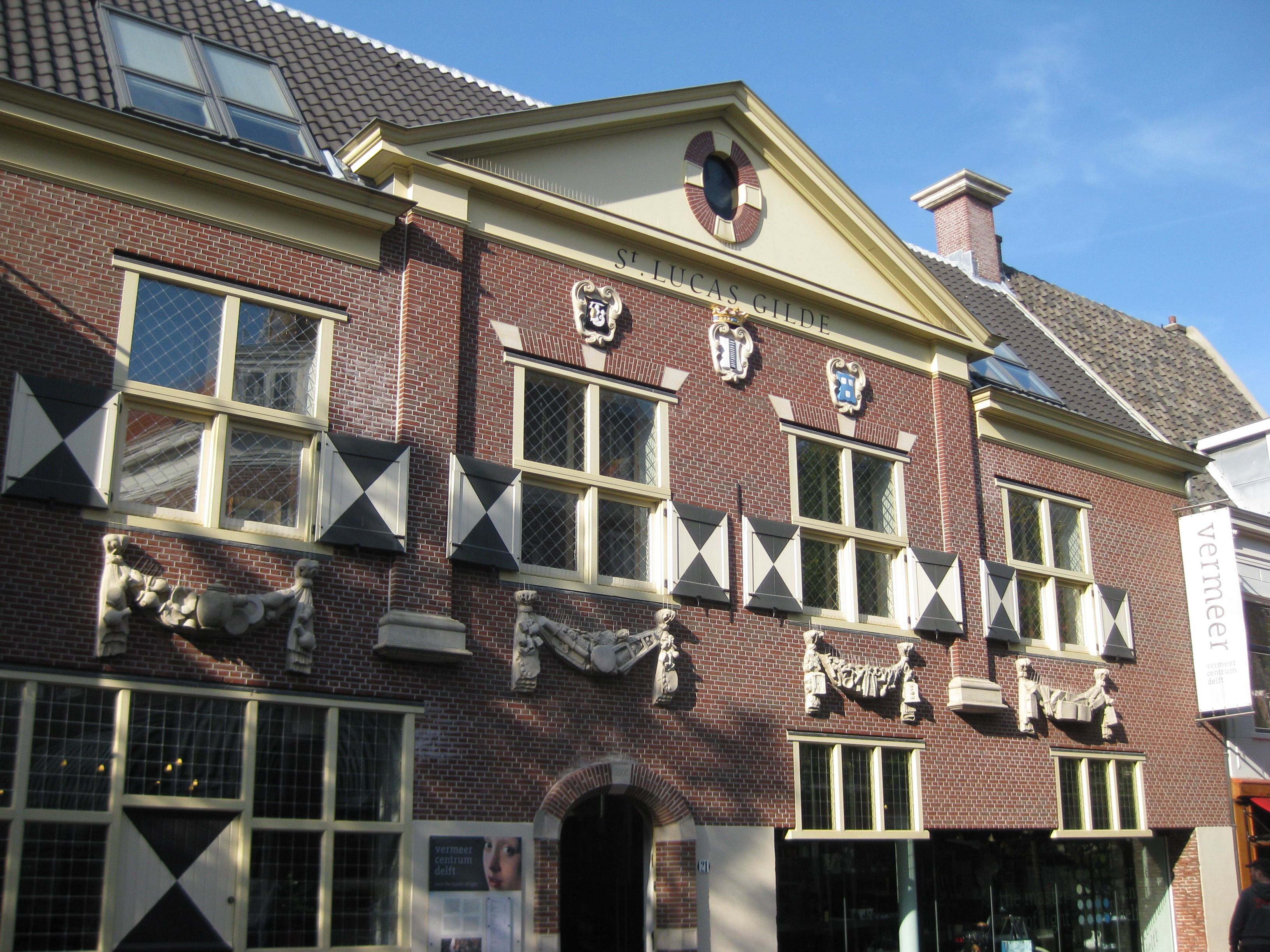
Het Vermeer Centrum Delft, nabouw van het Sint-Lucasgilde.

Thans bevindt zich hier het Vermeer Centrum Delft, gehuisd in een replica. Dit is de enige plek ter wereld waar het volledige oeuvre van Vermeer op ware grootte (reproducties) bewonderd kan worden.

## Werking
Volgens de verordening van 1611 vielen naast kunstschilders onder het gilde glasschrijvers, glazenmakers, glasverkopers, plateelbakkers, tapijtwerkers, borduurwerkers, etsers, beeldhouwers, schedenmakers, boekdrukkers en de verkopers van boeken, kunst en schilderijen. Iedereen die deze beroepen als zelfstandig ondernemer wilde uitoefenen, moest lid zijn van het gilde. Ieder lid moest poorter van Delft zijn en contributie betalen.
Aspirant-leden moesten een meesterproef doen om te laten zien dat zij het vak beheersten. Voor de schilders was dat een stilleven met onder meer een vijzel voor het fijnwrijven van ingrediënten voor kleurstoffen, een palet voor het mengen van kleuren en een ossenkop. De os was het traditionele symbool van de evangelist Lucas, de beschermheilige van het gilde. Inschrijving als meesterschilder bij dit gilde betekende dat diegene zijn eigen werken mocht signeren en verkopen en leerlingen mocht aannemen.
Eén van de voorwaarden was dat het nieuwe lid minimaal zes jaren bij een meester in de leer zou zijn geweest. Het 'volle' tarief was zes gulden; zonen van gildeleden hadden recht op een tarief van drie gulden mits zij minstens gedurende twee jaar in de leer geweest waren bij een plaatselijk meester.

## Geschiedenis
Een opmerkelijke figuur binnen het gilde was Reinier Janszoon, de eigenaar van herberg Mechelen. In 1631 liet hij zich inschrijven bij het Sint-Lucasgilde als kunsthandelaar. Hij had vermoedelijk al een kunstvoorraad dankzij een erfenis van zijn vrouw Digna. Een jaar na zijn inschrijving werd hun zoon Johannes geboren, beter bekend als de schilder Johannes Vermeer. Johannes groeide op in de herberg annex kunsthandel van zijn vader.
In 1661, na de verbouwing van de voormalige kapel van het Oudemanhuis, nam het Sint-Lucasgilde zijn intrek in dit pand aan de Voldersgracht. Deze verhuizing speelde een belangrijke rol in de culturele en artistieke ontwikkeling van de stad. De invloed van het gilde was groot, aangezien het toezicht hield op de kwaliteit van artistieke producten en ervoor zorgde dat leden zich aan bepaalde standaarden hielden. Het Sint-Lucasgilde bleef een centrale rol vervullen in de promotie van kunst en cultuur in Delft, en zorgde ervoor dat kunstenaars, ambachtslieden en handelaren een plek hadden om hun beroep uit te oefenen en hun werk te verkopen.

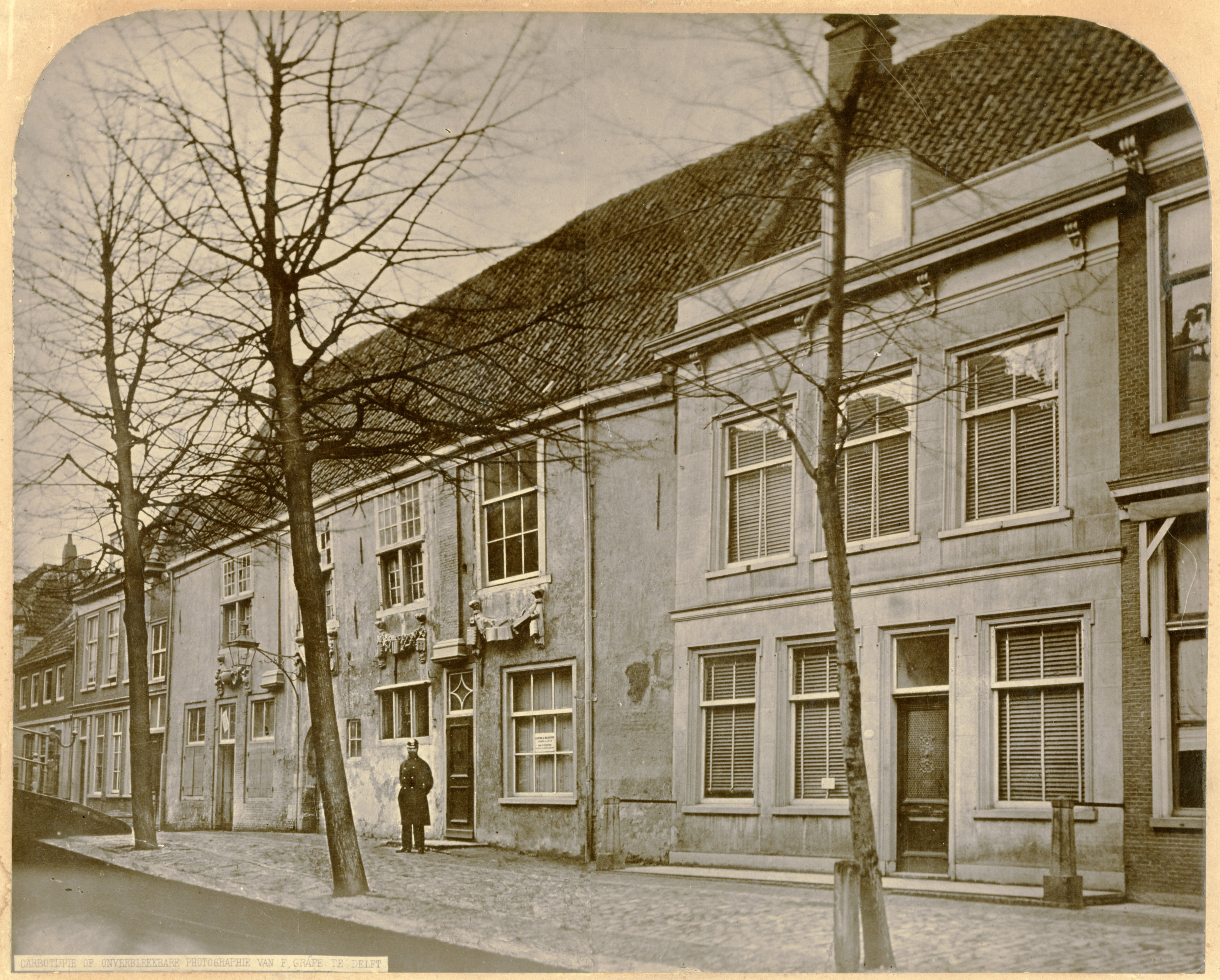
Enige foto ooit gemaakt van het pand, 1876

Het Sint-Lucasgilde van Delft werd in 1833 opgeheven. Het pand kwam toen in handen van Adam de Lint, een ondernemer in kalk, borstel- en schuierwerk. Het gebouw raakte uiteindelijk in verval en werd in 1875 verkocht aan de gemeente. Het werd gesloopt om plaats te maken voor een school. In 2007 is het gereconstrueerd en heet het pand het Vermeer Centrum Delft.
Na de opheffing van het gilde werd de administratie ingeleverd bij het stadhuis. Toen de eerste gemeentearchivaris de kist in 1859 opende, bleek deze echter leeg te zijn. Het leek erop dat de documenten waren 'geleend' door onderzoekers, maar nooit waren teruggebracht. Veel stukken zijn verloren gegaan, hoewel enkele via omzwervingen in openbare collecties terechtkwamen, zoals de meesterboeken in de Koninklijke Bibliotheek in Den Haag. In 1966 werd een register met fragmenten uit de periode 1537-1593 ontdekt bij een antiquaar in New York. Dit register bevatte potloodaantekeningen van de Franse kunsthistoricus E.J.T. Thoré, die onder het pseudoniem Willem Bürger werkte en wordt beschouwd als de 'ontdekker' van Johannes Vermeer. In 1967 werd dit register door de gemeente Delft aangekocht en opgenomen in het  Delftse Stadsarchief.

## Bekende personen
Bekende personen met het jaar dat ze lid werden en het vak dat ze uitoefenden:
- Leonard Bramer, (1628), schilder
- Reynier Jansz Vermeer, (1631), Constvercoper, vader van Johannes Vermeer
- Hendrick van Vliet, (1632), schilder en tekenaar
- Jan Spanjaert, 1632, schilder
- Gerard Houckgeest, (ca. 1636), schilder
- Emanuel de Witte,  (1636), schilder en tekenaar
- Cornelis de Man, (1642), schilder
- Carel Fabritius, (1652), schilder
- Johannes Vermeer, (1653), schilder
- Pieter de Hooch, (1655), schilder

## Hoofdmannen
Het gilde werd geleid door zes hoofdmannen, waarbij elk jaar drie nieuw hoofdmannen geselecteerd werden. Enkele  hoofdmannen van het gilde waren:
- Cornelis de Man
- Leonaert Bramer
- Johannes Vermeer (1662/1663 en 1670/1671)